# Ionische Universität

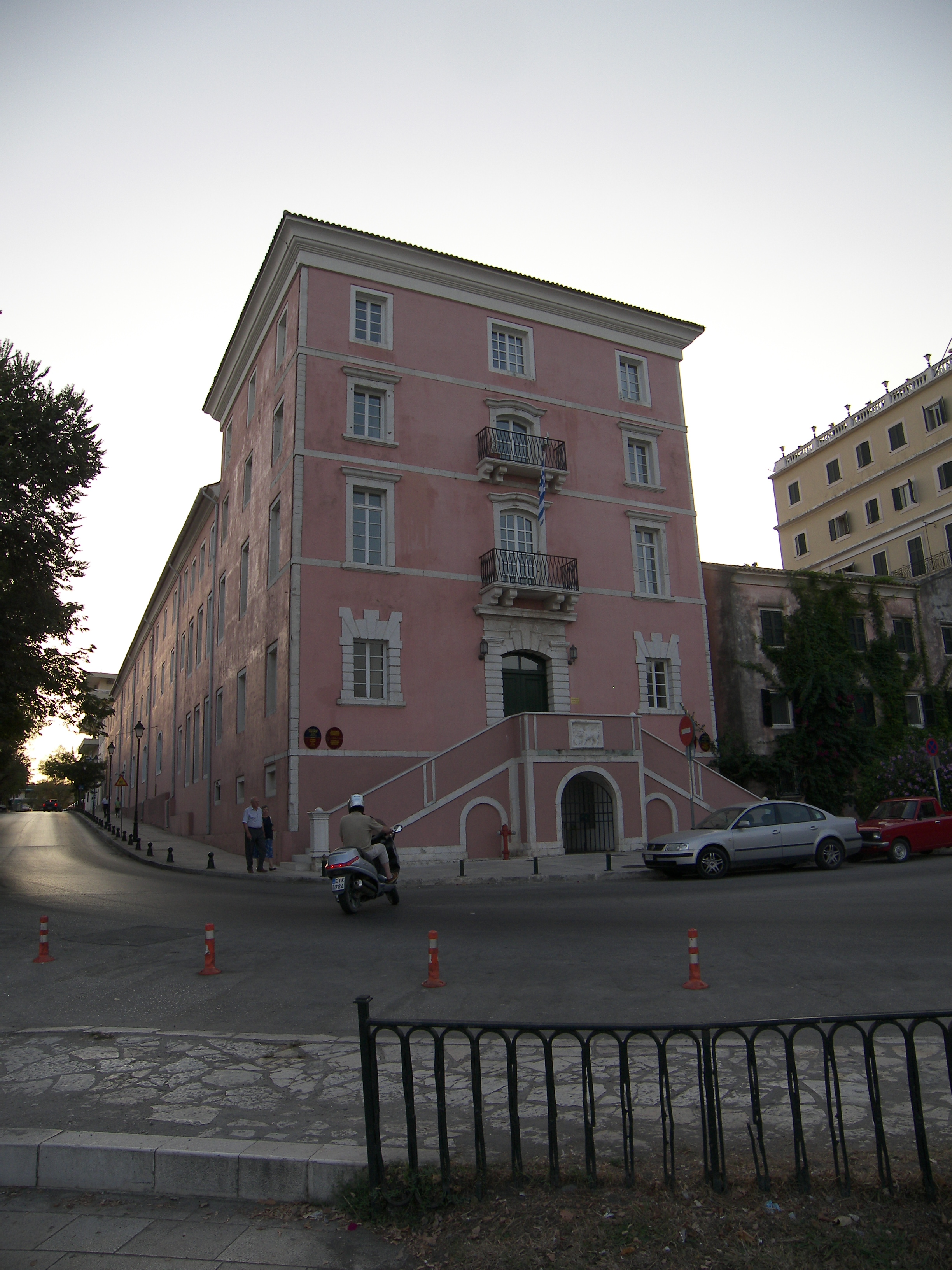
Rektorat der Ionischen Universität, ehemals Hauptgebäude der Ionischen Akademie

Die Ionische Universität (griechisch Ιόνιο Πανεπιστήμιο) ist eine staatliche griechische Universität in der Stadt Korfu auf der Ionischen Insel Korfu. Korfu war Sitz der Ionischen Akademie, der 1824 gegründeten ersten neuzeitlichen Hochschule Griechenlands, in deren Geist sich die Ionische Universität sieht.
Die Universität wurde 1984 gegründet. Rektor der Universität ist Dimitrios Tsougarakis.
Es gibt folgende Abteilungen:
- Abteilung für Geschichte
- Abteilung für Fremdsprachen und Übersetzungen
- Abteilung für Musik
- Abteilung für Archiv- und Bibliothekswissenschaft
- Abteilung für Informatik
- Abteilung für Audiovisuelle Kunst
- Abteilung für asiatische Studien